# Torbeno di Cagliari
Torbeno di Cagliari o Turbino (Giudicato di Cagliari, ... – ...; fl. XII secolo) fu un Giudice di Cagliari tra 1090 e 1103.
Fu brevemente giudice di Cagliari, usurpando per un certo periodo il trono a suo fratello Costantino I Salusio II, tra 1090 ed il 1103 (cioè tra la presunta data di morte del loro padre e l'avvento al trono di Mariano II Torchitorio II). Come ulteriore conferma di questa datazione e che quindi egli regnò tra suo fratello e suo nipote, abbiamo che Torbeno sottoscrisse un documento diplomatico nel 1089, quale fratello del giudice in carica.
A quel tempo la carica Giudicale in Sardegna non era ancora trasmessa ereditariamente di padre in figlio, ma risultava piuttosto elettiva. Risulta quindi probabile che Torbeno venne eletto Giudice con il supporto della Repubblica di Pisa in opposizione a suo fratello che aveva cercato di trasmettere la carica al suo giovane figlio. I documenti riguardanti il suo regno mostrano una grande generosità nel disporre del tesoro e nel garantire ai pisani terre e doni, probabilmente quale prezzo del loro appoggio. Egli tra l'altro contribuì a donare fondi per la costruzione del nuovo Duomo di Pisa.
Già nel 1103 un documento però mostra una donazione di suo nipote Mariano II Torchitorio II come Giudice alla chiesa di San Lorenzo a Genova, quale riconoscimento della assistenza ricevuta da sei galee genovesi, per recuperare i domini di suo padre. Probabilmente i genovesi, tradizionali avversari di Pisa, furono di aiuto determinate per detronizzare Torbeno.
Nonostante questa detronizzazione troviamo Torbeno ancora in vita nel 1130, dalla firma in un documento in qualità di consanguineo del Giudice Mariano in carica, perciò i rapporti tra i due dovevano essersi riappacificati. 
Torbeno assieme a Saltaro di Torres fu inoltre tra i capi del contingente sardo che accompagnò la spedizione di Pisa contro le Baleari nel 1115 ed al suo ritorno egli venne comparato al mitico Nestore.